# Claudio Brezigar
Claudio Brezigar (Trieste, 16 marzo 1930 – Modena, 4 gennaio 2012) è stato un hockeista su pista e allenatore di hockey su pista italiano.

## Palmarès

### Giocatore

#### Club
- Campionato italiano: 5

Triestina: 1952, 1954, 1955
Amatori Modena: 1957, 1960

#### Nazionale
- Campionato mondiale: 1

Ginevra 1953
- Coppa Latina: 1

Parigi 1956